# Martti Ruuth
Martti Johannes Ruuth, född den 30 oktober 1870 i Enonkoski, död 1962, var en finländsk kyrkohistoriker. Han var far till Martti Ruutu.
Ruuth var professor i kyrkohistoria vid Helsingfors universitet 1918-37, föreståndare för Finska kyrkohistoriska samfundet 1934-58 och redaktör för tidningen Kotimaa 1919-43. I sin vetenskapliga gärning studerade han tidiga väckelserörelser i Finland och Martin Luther.